# Calephelis huasteca
Calephelis huasteca is een vlindersoort uit de familie van de prachtvlinders (Riodinidae), onderfamilie Riodininae.
Calephelis huasteca werd in 1971 beschreven door McAlpine.